# Ty Powell
Ty Powell (Marina, 27 aprile 1988) è un giocatore di football americano statunitense che gioca nel ruolo di outside linebacker per i Buffalo Bills della National Football League (NFL). Fu scelto nel corso del settimo giro (231º assoluto) del Draft NFL 2013 dai Seattle Seahawks. Al college ha giocato a football alla Harding University.

## Carriera professionistica

### Seattle Seahawks
Powell fu scelto nel corso del settimo giro del Draft 2013 dai Seattle Seahawks. Il 12 settembre 2013 fu svincolato.

### New York Giants
Il 24 settembre 2013, Powell firmò con la squadra di allenamento dei New York Giants.

### Buffalo Bills
Powell debuttò come professionista il 17 novembre 2013 con la maglia dei Bills nella vittoria della settimana 11 contro i New York Jets. Nella settimana 14 mise a segno i suoi primi 4 tackle contro i Tampa Bay Buccaneers. La sua stagione da rookie si concluse con 5 presenze e 9 tackle.

## Vittorie e premi
Nessuno

## Statistiche
| Partite totali      | 5 |
| Partite da titolare | 0 |
| Tackle              | 9 |
| Sack                | 0 |
| Intercetti          | 0 |

Statistiche aggiornate alla stagione 2013